# ليان جابر
ليان حسان محمد جابر (وُلدت في 10 أغسطس 1997 في نابلس) هي لاعبة المنتخب الفلسطيني للتايكواندو، وخريجة كلية الرياضة في جامعة النجاح الوطنية. بدأت مسيرتها في رياضة التيكواندو منذ كانت بالسابعة من عمرها، حيث حصلت جابر على المركز الأول في رياضة التايكواندو على مستوى فلسطين، وشاركت في بطولات محلية ودولية، وحققت العديد من الالقاب العالمية والمحلية.

## الجوائز
- ذهبية بطولة فلسطين الدولية.
- فضية بطولة العالم للأندية.
- برونزية الفجيرة الدولية.
- ذهبية العرب .
- برونزية العرب.
- برونزية الحسن الدولية
- فضية الحسن الدولية .